# Ernst Moritz Arndt
Ernst Moritz Arndt (Garz/Rügen, 26 dicembre 1769 – Bonn, 29 gennaio 1860) è stato uno scrittore e poeta tedesco.
Arndt nacque a Schoritz sull'isola di Rügen, da una famiglia benestante.
Fu un oppositore dell'impero napoleonico e uno dei principali fondatori del nazionalismo germanico, tendente all'unificazione della Germania.

## Biografia

### Vita giovanile
Nel 1787 la famiglia si trasferì a Stralsund, dove Arndt fu in grado di frequentare l'accademia.
Dopo un breve periodo di studi privati, nel 1791 s'iscrisse all'Università di Greifswald, come studente di teologia e storia e due anni dopo si spostò all'Università di Jena, dove subì l'influenza del pensiero di Fichte.
All'età di ventotto anni intraprese una lunga serie di viaggi all'estero, che lo portarono a visitare l'Austria, l'Ungheria, l'Italia, la Francia e il Belgio. I suoi ricordi e le sue impressioni di queste esperienze di viaggiatore furono espresse nel libro intitolato: Reisen durch einen Teil Deutschlands, Ungarns, Italiens und Frankreichs in den Jahren 1798 und 1799 (1802-1804).

### Carriera universitaria e impegno politico

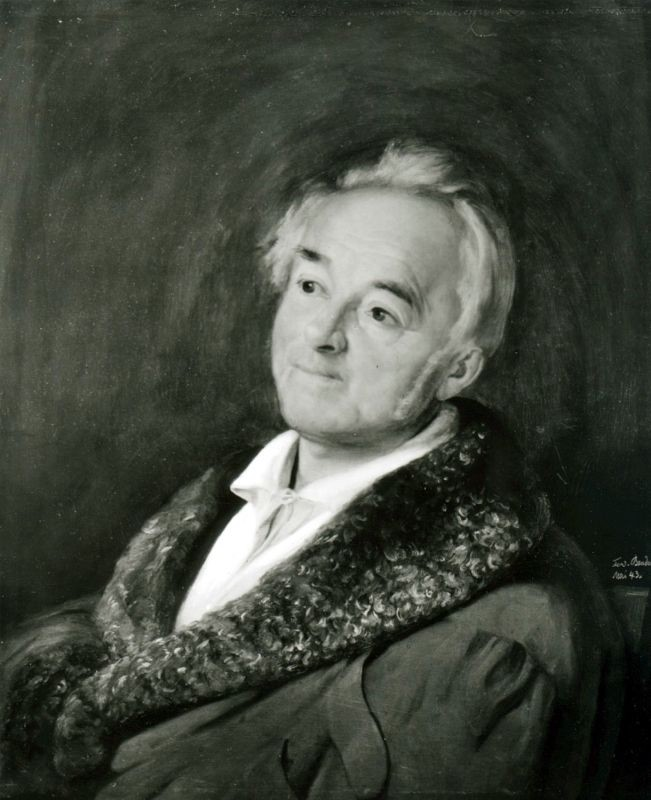
Arndt nel 1843

Nel 1800 esordì nella sua carriera universitaria, presso la località di Greifswald, come docente-privato nella facoltà di storia e lo stesso anno fece pubblicare il testo Über die Freiheit der alten Republiken, seguito, tre anni dopo da Germanien und Europa, nei quali si occupò della situazione storico-politica e della espansione, in Europa, svolta dai francesi napoleonici.
Proprio nel momento in cui ottenne una promozione di ruolo universitario, nel 1806, diede alle stampe la prima parte del saggio "Geist der Zeit" (Spirito del tempo), scritto per risvegliare la coscienza politica del popolo germanico e per mettere Napoleone in cattiva luce. L'impatto della sua opera fu talmente forte, da costringere Arndt ad una fuga precipitosa in Svezia, per evitare vendette da parte napoleonica.
Per motivi bellici, nel 1812, Arndt, si ritrovò a San Pietroburgo, con il ruolo di segretario del barone Heinrich Friedrich Karl Stein; l'anno seguente, dopo essere ritornato in patria, si dedicò alla stesura di una serie di canti patriottici e di guerra, allo scopo di sospingere i militari germanici alla guerra di liberazione. Tra i titolo più significativi, si annoverarono:
Was ist des Deutschen Vaterland?, Der Gott, der Eisen wachsen ließ, e Was blasen Trompeten?, alcuni dei quali sono ricordati e citati ancora oggi, valga per tutti come esempio il libello Il Reno, fiume della Germania, non confine della Germania.

### Interdizione dall'insegnamento ed attività letteraria
Una volta raggiunta la pace con la Francia, Arndt ottenne l'incarico di professore presso la nuova Università di Bonn, ma a causa delle sue ostentate critiche alla politica governativa, nell'estate del 1819, venne arrestato e i suoi scritti confiscati. A causa dell'interdizione a svolgere attività di insegnamento, nel ventennio successivo, Arndt, si impegnò in lavori letterari.

### Riabilitazione

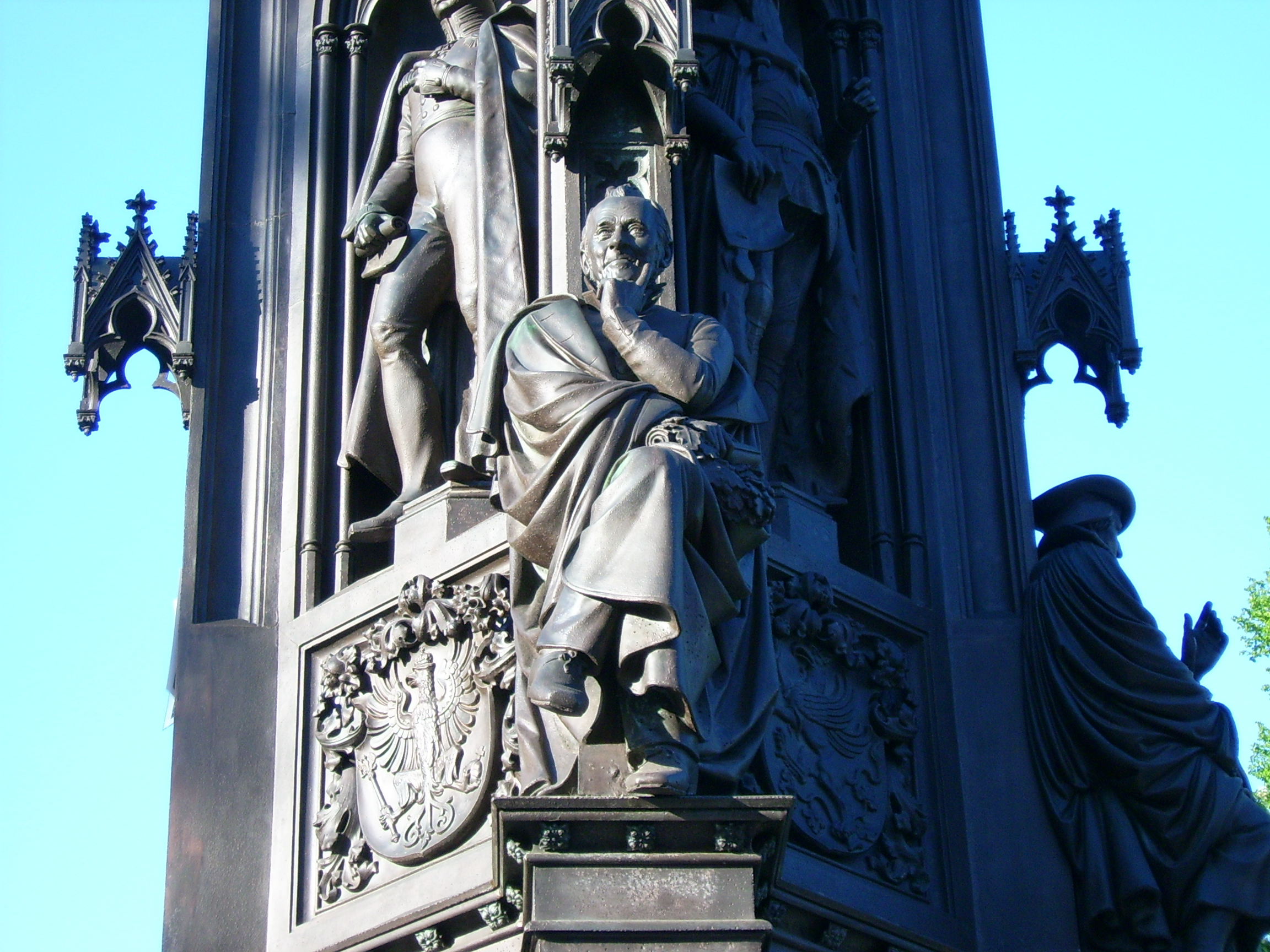
Monumento presso l'Università di Greifswald dedicato a Ernst Moritz Arndt.

Solamente nel 1840, Arndt, fu riabilitato e quindi riprese la sua attività cattedratica, raggiungendo, in breve tempo, il titolo di rettore. Non disdegnò di partecipare attivamente all'attività politica come deputato della Assemblea nazionale di Francoforte.
La sua figura è celebrata e ricordata con vari monumenti a Schoritz, e a Bonn.
Dal punto di vista letterario è ricordato non solo per le poesie, del genere conviviale, ma soprattutto per i suoi scritti politici, per i suoi volumi di memorie e di discorsi.